# UMkhonto we Sizwe (Partei)

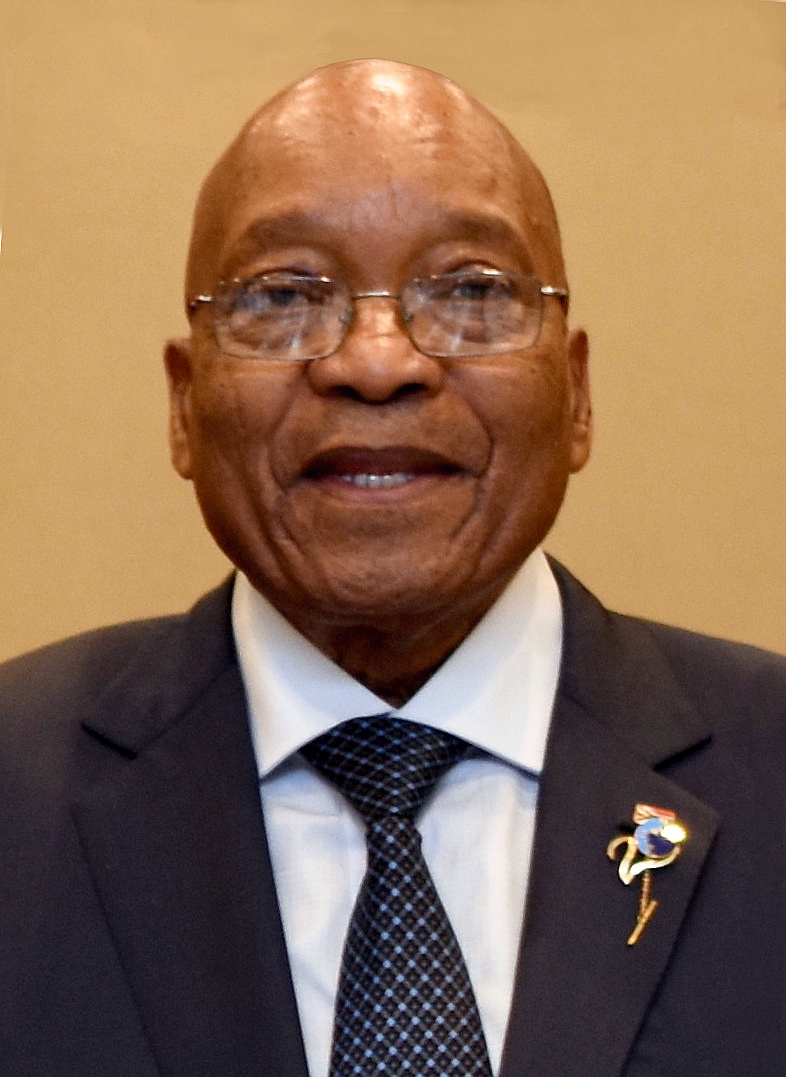
Jacob Zuma (hier 2017), Vorsitzender 2023 gegründeten uMkhonto weSizwe

uMkhonto weSizwe (IsiZulu und isiXhosa für „Der Speer der Nation“; abgekürzt MK, auch MK Party „MK-Partei“ genannt) ist eine linkspopulistische und gesellschaftlich konservative politische Partei in Südafrika, die im Dezember 2023 gegründet wurde. Die Partei ist nach dem inzwischen aufgelösten paramilitärischen Flügel uMkhonto we Sizwe des Afrikanischen Nationalkongresses (ANC) benannt, der während der Apartheidzeit im Südlichen Afrika aktiv war. Die Parteigründung wurde von ursprünglichen Veteranen des paramilitärischen Flügels kritisiert. Jacob Zuma ist Vorsitzender der uMkhonto weSizwe.
Die Partei erlangte im Dezember 2023 an Bekanntheit, als der ehemalige Präsident Jacob Zuma, der 2018 vor dem Hintergrund von Korruptions- und Vergewaltigungsvorwürfen zum Rücktritt gedrängt worden war, seinen Austritt aus dem ANC und seine Unterstützung für die neue Partei uMkhonto we Sizwe ankündigte. Jede Stimme für den ANC, so Zuma, sei „Verrat“, und der ANC unter Ramaphosa sei eine „Stellvertreterpartei für das weiße Monopolkapital“. Der ANC versuchte daraufhin auf juristischem Weg, die neue Partei zu sanktionieren, zum einen wegen der Nutzung des Namens der historischen Kampforganisation des ANC und zum anderen wegen der früheren Verurteilung Zumas durch ein südafrikanisches Gericht. Beides misslang jedoch zunächst und Zuma und seine Partei wurden zur Wahl zugelassen.
Am 21. Mai 2024, eine Woche vor den Parlamentswahlen 2024, entschied das Verfassungsgericht, dass der Parteivorsitzende Jacob Zuma nicht für das Parlament wählbar sei, da seine fünfzehnmonatige Haftstrafe wegen Missachtung des Gerichts ihn disqualifiziere. Obwohl sein Bild auf den Wahlzetteln neben dem Logo seiner Partei verblieb, wurde Zumas Name von der Liste der Parlamentskandidaten von MK gestrichen.